# Noah Eyawo
Noah Oke Eyawo (* 18. Juni 2001) ist ein österreichischer Fußballspieler.

## Karriere

### Verein
Eyawo begann seine Karriere beim SK Sturm Graz, bei dem er ab der Saison 2015/16 auch in der Akademie spielte. Zur Saison 2017/18 wechselte er nach Deutschland in die Jugend von Borussia Mönchengladbach. Zur Saison 2020/21 rückte er in den Kader der viertklassigen Reserve der Gladbacher. Die Saison 2020/21 verpasste er allerdings fast gänzlich verletzungsbedingt, erst im Juni 2021 debütierte er am 42. und letzten Spieltag in der Regionalliga.
Dies sollte sein einziger Einsatz für Gladbach II bleiben, zur Saison 2021/22 kehrte der Verteidiger zu Sturm Graz zurück, wo er sich den drittklassigen Amateuren anschloss und einen Jungprofivertrag erhielt. Für die zweite Mannschaft spielte er 15 Mal in der Regionalliga Mitte, ehe er mit Sturm II als Meister zu Saisonende in die 2. Liga aufstieg. Sein Zweitligadebüt gab er dann im Juli 2022, als er am ersten Spieltag der Saison 2022/23 gegen den SV Horn in der Startelf stand. Bis Saisonende kam er zu 19 Zweitligaeinsätzen, in denen er zweimal traf. Nach der Saison 2022/23 verließ er Sturm.
Nach einem halben Jahr ohne Verein wechselte Eyawo im Februar 2024 zum Regionalligisten SC Weiz. Bei diesem kam er in zwölf Meisterschaftsspielen zum Einsatz, verließ den Verein wieder in der Sommerpause und ist seitdem vereinslos (Stand: Juni 2025).

### Nationalmannschaft
Eyawo spielte im Oktober 2015 erstmals für eine österreichische Jugendnationalauswahl. Im Oktober 2017 absolvierte er gegen Luxemburg seine einzige Partie für das U-17-Team.